# Documenti su Giuseppe Pinelli
Documenti su Giuseppe Pinelli, conosciuto anche come Dedicato a Pinelli, è un film documentario del 1970 diretto da Nelo Risi ed Elio Petri. Il film è composto da due parti: Giuseppe Pinelli, diretto da Risi, e Ipotesi su Giuseppe Pinelli, anche conosciuto come Tre ipotesi sulla morte di Giuseppe Pinelli, diretto da Petri.

## Trama

### Giuseppe Pinelli
La parte realizzata da Nelo Risi concerne la figura di Giuseppe Pinelli, ricostruita attraverso le testimonianze di chi lo aveva conosciuto e di chi era presente in commissariato durante la sua detenzione.

### Tre ipotesi sulla morte di Giuseppe Pinelli
Il filmato ironizza sulle tre versioni che la polizia fornì sul "suicidio" di Pinelli, ricostruite seguendo le diverse e contraddittorie indicazioni fornite dalla Questura, al fine di dimostrare come esse rendessero materialmente impossibile la caduta volontaria o accidentale dell'anarchico dalla finestra.

## Produzione
Ideato dal "Comitato cineasti contro la repressione", che radunava un gruppo di registi appartenenti alle associazioni di categoria ANAC (Associazione nazionale autori cinematografici) e AACI (Associazione autori cinematografici italiani), il film fu realizzato in reazione alla morte dell'anarchico Giuseppe Pinelli, precipitato dal quarto piano della questura di Milano il 15 dicembre 1969, dopo essere stato fermato in seguito all'esplosione di una bomba alla Banca dell'Agricoltura di piazza Fontana (evento noto come strage di piazza Fontana).
Inizialmente la pellicola doveva essere realizzata da cinque gruppi di lavoro con un episodio a testa; mentre Risi e Petri riuscirono a portare a termine i loro episodi, gli altri gruppi raccolsero molto materiale, che però non venne mai montato. Il film apparve comunque con le firme di molti altri cineasti che, benché non avessero partecipato al prodotto, si assunsero la responsabilità giuridica dell'opera.
La genesi del mediometraggio è riassunta in queste parole dello sceneggiatore Ugo Pirro:
(Ugo Pirro)
La linea guida del segmento Tre ipotesi sulla morte di Pinelli fu elaborata da Elio Petri, ma il lavoro fu definito insieme a Ugo Pirro, senza scrivere però una vera e propria sceneggiatura: questa fu elaborata e redatta durante le riprese, con il concorso degli attori partecipanti. Il film fu realizzato con la collaborazione dell'operatore Luigi Kuveiller e degli attori Gian Maria Volonté, Luigi Diberti e Renzo Montagnani.
Per conto del "Comitato cineasti contro la repressione", Petri e Pirro condussero un'inchiesta con la macchina da presa nella fabbrica FATME, durante una manifestazione operaia. Le riprese furono effettuate per diversi giorni con l'ausilio dell'operatore Luigi Kuveiller, ma il materiale girato è andato disperso.
(Ugo Pirro)

## Distribuzione
Documenti su Giuseppe Pinelli ebbe una circolazione assai limitata ed è catalogabile sotto l'etichetta di opera "militante". Fu distribuito attraverso i canali politici del PCI e del Movimento Studentesco.
L'episodio di Elio Petri circolò anche in Francia, distribuito insieme al documentario Angela Davis: Ritratto di una rivoluzionaria (Angela Davis: Portrait of a Revolutionary) di Yolande DuLuart.
Nel 1972 l'episodio Tre ipotesi sulla morte di Pinelli è stato distribuito autonomamente in un numero limitato di sale con il titolo Materiale n. 2: Ipotesi sulla morte di G. Pinelli.